# CQ Amateur Radio
 For alternative betydninger, se CQ. (Se også artikler, som begynder med CQ)
 Ikke at forveksle med CQ ham radio.
CQ Amateur Radio (og kendt som CQ eller CQ magazine og tidligere som CQ: The Radio Amateur's Journal) (OCLC 310821852) er et tidsskrift for amatørradio entusiaster først udgivet i 1945. Den engelsksprogede udgave læses verden over; den spansksprogede udgave udgives i Spanien som indeholder nogle oversættelser af artikler fra de engelsksprogede artikler fra den engelske udgave og noget europæisk indhold. Tidsskriftet udgives også i Frankrig med delvise oversættelser fra den originale udgave mellem 1995 og 2000 (ISSN 1267-2750).
CQ Amateur Radio udgives af CQ Communications. CQ Amateur Radio er baseret på CQ-kaldet; tidsskriftet er ikke associeret med det lignende japanske tidsskrift CQ ham radio.